# Microstrobilinia castrans
Microstrobilinia castrans — вид грибів родини Sclerotiniaceae, що належить до монотипового роду Microstrobilinia. Описаний у 2023 році.

## Поширення
Вид поширений в Центральній Європі. Утворює апотеції на строматизованих шишках ялини звичайної (Picea abies) і ялини сербської (Picea omorika) у гірських районах і на ялині гімалайської (Picea smithiana), яку висаджують у міських низинних районах Швейцарії, Німеччини та Італії. Він також був виявлений у Франції на основі послідовностей меташтрих-кодів, збережених у базі даних GlobalFungi.

## Назва
Назва роду Microstrobilinia відноситься до субстрату: «мікростробілус» грецькою означає «маленька шишка» і є ботанічним терміном для чоловічої шишки хвойних дерев. Назва виду castrans латиною означає кастрація і пов'язана з тим фактом, що грибок перешкоджає чоловічому розмноженню свого хазяїна.